# Дубины (Подляское воеводство)
Дубины (пол. Dubiny) — деревня в Хайнувском повете Подляского воеводства Польши. Входит в состав гмины Хайнувка. По данным переписи 2011 года, в деревне проживало 776 человек.

## География
Деревня расположена на северо-востоке Польши, к востоку от реки Лесна-Права, на расстоянии приблизительно 4 километров к северу от города Хайнувка, административного центра повета. Абсолютная высота — 164 метра над уровнем моря. Через Дубины проходит региональная автодорога 685.

## История
Деревня была основана в 1639 году. В конце XVIII века Дубины входили в состав Берестейского повета Берестейского воеводства Великого княжества Литовского.
Согласно «Указателю населенным местностям Гродненской губернии, с относящимися к ним необходимыми сведениями», в 1905 году в селе Дубины проживало 733 человека. В административном отношении село входило в состав Масевской волости Пружанского уезда (4-го стана).
В период с 1975 по 1998 годы Дубины являлись частью Белостокского воеводства.

## Достопримечательности
- Православный храм во имя Успения Пресвятой Богородицы, 1872 г.
- Православная часовня во имя Апостола Фомы, 1898 г.